# Heinrich von Wilczek
Heinrich von Wilczek (ur. 29 września 1665 w Klimkovicach, zm. 19 marca 1739 we Wrocławiu) – austriacki hrabia, dyplomata, wojskowy.
Był austriackim posłem w Polsce. W 1729 miał audiencję publiczną w Grodnie. W 1732 roku on i przedstawiciel Rosji Karl Gustaw von Loewenwolde obiecali poprzeć polską opozycję szlachecką przeciw zamachowi stanu, który mieli przygotowywać Wettynowie.
Potomstwo:
1. hr. Joseph von Wilczek (ur. 1700)
2. hr. Johann Leopold von Wilczek (ur. 1704)
3. hr. Johann Balthasar von Wilczek (ur. 1710)